# 西尔根气河
西尔根气河，位于中华人民共和国黑龙江省塔河县境内，是黑龙江右岸支流，河名源自鄂伦春语意为“河长湾多”。上源称大西尔根气河，发源于塔河县中部的瓦拉干镇以西伊勒呼里山北麓西罗奇山脉，自西南向东北流，经马林林场、二十二站，于下鱼亮子下游约2千米处右纳小西尔根气河后始称“西尔根气河”，北流至双合站上游2千米处汇入黑龙江。河流全长228千米，河宽30～50千米，水深0.6～1.8米，河道平均比降1.34‰，河道弯曲系数2.5，流域面积3857平方千米。西尔根气河属于山溪性河流，流域内多原始森林，森林覆盖率高达81.23%。流域内野生动物资源丰富，水域内盛产低温冷水性鱼类如大马哈鱼、细鳞鱼等。河口地区有双河国家级自然保护区。